# Холодок кільчастий
Холодок кільчастий (Asparagus verticillatus) — вид трав'янистих рослин родини холодкові (Asparagaceae), поширений у пд. Європі й західній Азії.

## Опис
Багаторічна рослина 70–150 см заввишки. Кладодії, як і гілочки, різко 3-гранні або сплюснуто-3-гранні, на краях хрящевато-зубчасті. Квіти розміщені тільки на верхівках гілок останнього порядку й на верхівці стебла, дрібні, 2–4 мм довжиною, на короткій ніжці. Ягода 6–7 мм в діаметрі. Гілки від гладких до сосочкових. Квітоніжка 1.5–5 мм. Ягода чорна, з 1–3 насінням.

## Поширення
Європа: Боснія і Герцеговина, Хорватія, Македонія, Чорногорія, Сербія, Словенія, Греція, Румунія, Болгарія, Молдова, Україна, пд.-зх. Росія; Азія: Іран, Ірак, Туреччина, Туркменістан, Вірменія, Азербайджан, Грузія. Населяє рівнини, чагарники, лісові галявини, а також кам'янисті місця.
В Україні зростає на узліссях лісів, у чагарниках, на трав'янистих і кам'янистих схилах, на морському узбережжі — у Західному й Донецькому Лісостепу зрідка; у Степу і Криму звичайний. Входить у переліки видів, які перебувають під загрозою зникнення на територіях Вінницькій, Дніпропетровської, Запорізької, Тернопільської областей.

## Використання
Холодок кільчастий є третинним генетичним родичем культивованої спаржі (A. officinalis). Цей вид відомий своїми лікувальними властивостями й може бути використаний як декоративний. У Греції молоді стебла їдять.